# NGC 352
NGC 352 ist eine Balken-Spiralgalaxie vom Hubble-Typ SBb im Sternbild Walfisch südlich der Ekliptik. Sie ist schätzungsweise 238 Millionen Lichtjahre von der Milchstraße entfernt und hat einen Durchmesser von etwa 165.000 Lichtjahren.
Das Objekt wurde am 20. September 1784 von dem deutsch-britischen Astronomen Friedrich Wilhelm Herschel entdeckt.